# Alain Petit
Alain Petit es un especialista de cine francés.

## Biografía
Alain Petit nació en Nanterre, Hauts-de-Seine, Francia el 19 de diciembre de 1944.
Con 14 años decidió escaparse de casa y se mete de polizón en el maletero de un coche del equipo Firestone que se dirigía de Marsella a Canadá. En Quebec vivirá clandestinamente durante dos años, hasta que le extraditan.
Tras su forzada vuelta, y con tal de estar fuera del ambiente familiar, ingresa voluntariamente con 16 años en los Bérets Verts (Boinas Verdes). Tras nueve de servicio, el oficial Petit abandona el mando de sus tropas para viajar a Angola, donde vivirá como mercenario durante cinco años. Ya con un cuarto de siglo de vida a sus espaldas, decide volver a Francia a no se sabe muy bien qué. Conserva una excelente forma física heredada de sus andanzas. Se acerca a los rodajes y comienza a codearse con algunas personas de la profesión que le inician en el mundo de los especialistas de cine. Entre ellos conoce al que sería su gran maestro: Gilles Delamarre, el más célebre especialista francés de los sesenta, cuyo deceso tuvo lugar en 1966 durante un rodaje. Con Delamarre no sólo da sus primeros pasos como cascadeur, sino que también aprende algo muy importante: pasar el casco por el público después de cada acrobacia automovilística para sacar unas monedas que le permitan ir sobreviviendo.
En 1969 tuvo su lugar en la industria de la TV y el cine, actuando como doble de cine hasta 1998.

## Filmografía
- Tender Flesh (1998)
- Sanguine (1985)
- Mad Mutilator (1983)
- Freddy, el croupier (1982)
- La Morte vivante, (1982)
- Le Lac des morts vivants (1981)
- Le Blanc des yeux (1979)
- La Segunda Oportunidad (1978, Televisión Española, junto a Paco Costas)
- Midnight Party (1976)
- Juliette de Sade (1975)